# Saint-Sulpice-de-Roumagnac
Pour les articles homonymes, voir Saint-Sulpice.
Saint-Sulpice-de-Roumagnac est une commune française située dans le département de la Dordogne, en région Nouvelle-Aquitaine.

## Géographie

### Généralités
Dans le quart nord-ouest du département de la Dordogne, la commune de Saint-Sulpice-de-Roumagnac se trouve sur les hauteurs entre les vallées de la Dronne et de l'Isle. C'est une commune rurale qui fait partie de l'aire d'attraction de Ribérac, zonage d’étude défini par l'Insee, qui a remplacé en 2020 l'aire urbaine de Ribérac qui n'incluait pas la commune. Son territoire qui s'étend sur 10,70 km2 se répartit entre le Ribéracois au nord et la Double au sud. Au nord, la Peychay et ses affluents sont des tributaires de la Dronne. Au sud, les affluents de la Beauronne s'écoulent vers l'Isle.
À l'écart des routes principales, le petit bourg de Saint-Sulpice-de-Roumagnac se situe, en distances orthodromiques, six kilomètres au sud-est de Ribérac et treize kilomètres au nord-ouest de Saint-Astier.
Le territoire communal est traversé au centre, d'est en ouest, par la route départementale (RD) 43 (liaison de Saint-Astier à Saint-Antoine-Cumond) et au sud-ouest par la RD 709 qui relie Ribérac à Mussidan.

### Communes limitrophes
Saint-Sulpice-de-Roumagnac est limitrophe de six autres communes, dont à l'est, au lieu-dit les Quatre Frères, Segonzac sur environ 130 mètres, et Chantérac sur une trentaine de mètres.
| Saint-Martin-de-Ribérac |                            | Saint-Pardoux-de-Drône |
|                         | Saint-Sulpice-de-Roumagnac | Segonzac, Chantérac    |
| Siorac-de-Ribérac       | Saint-Vincent-de-Connezac  |                        |

### Géologie et relief

#### Géologie
Situé sur la plaque nord du Bassin aquitain et bordé à son extrémité nord-est par une frange du Massif central, le département de la Dordogne présente une grande diversité géologique. Les terrains sont disposés en profondeur en strates régulières, témoins d'une sédimentation sur cette ancienne plate-forme marine. Le département peut ainsi être découpé sur le plan géologique en quatre gradins différenciés selon leur âge géologique. Saint-Sulpice-de-Roumagnac est située dans le troisième gradin à partir du nord-est, un plateau formé de calcaires hétérogènes du Crétacé.
Les couches affleurantes sur le territoire communal sont constituées de formations superficielles du Quaternaire et de roches sédimentaires datant pour certaines du Cénozoïque, et pour d'autres du Mésozoïque. La formation la plus ancienne, notée c5c, date du Campanien 3, une alternance de marnes à glauconie et de calcaires crayo-marneux jaunâtres. La formation la plus récente, notée CFvs, fait partie des formations superficielles de type colluvions carbonatées de vallons secs : sable limoneux à débris calcaires et argile sableuse à débris. Le descriptif de ces couches est détaillé dans  les feuilles « no 758 - Périgueux (ouest) » et « no 782 - Mussidan » de la carte géologique au 1/50 000 de la France métropolitaine, et leurs notices associées,.

Carte géologique de Saint-Sulpice-de-Roumagnac.

#### Relief et paysages
Le département de la Dordogne se présente comme un vaste plateau incliné du nord-est (491 m, à la forêt de Vieillecour dans le Nontronnais, à Saint-Pierre-de-Frugie) au sud-ouest (2 m à Lamothe-Montravel). L'altitude du territoire communal varie quant à elle entre 85 mètres à l'extrême-nord, au Moulin de la Faye, là où la Peychay quitte la commune pour servir de limite entre celles de Saint-Martin-de-Ribérac et Saint-Pardoux-de-Drône, et 209 mètres, à l'extrême-est, au lieu-dit les Quatre Frères, en limite de la commune de Saint-Vincent-de-Connezac.
Dans le cadre de la Convention européenne du paysage entrée en vigueur en France le 1er juillet 2006, renforcée par la loi du 8 août 2016 pour la reconquête de la biodiversité, de la nature et des paysages, un atlas des paysages de la Dordogne a été élaboré sous maîtrise d’ouvrage de l’État et publié en octobre 2020. Les paysages du département s'organisent en huit unités paysagères,. La commune est dans le Ribéracois, une région naturelle possédant un relief vallonné avec des altitudes moyennes comprises autour des 130-160 m, sculpté par la Dronne et ses nombreux affluents. Les paysages sont ondulés de grandes cultures dont les vastes horizons contrastent avec les paysages plus cloisonnés de la Dordogne,.
La superficie cadastrale de la commune publiée par l'Insee, qui sert de référence dans toutes les statistiques, est de 10,70 km2,,. La superficie géographique, issue de la BD Topo, composante du Référentiel à grande échelle produit par l'IGN, est quant à elle de 10,85 km2.

### Hydrographie

#### Réseau hydrographique

Réseaux hydrographique et routier de Saint-Sulpice-de-Roumagnac.

La commune est située dans le bassin de la Dordogne au sein du Bassin Adour-Garonne. Elle est drainée par la Peychay et la Gilardie et par divers petits cours d'eau, qui constituent un réseau hydrographique de 12 km de longueur totale,.
La Peychay, d'une longueur totale de 10,55 km, prend sa source dans la commune de Segonzac et rejoint la Dronne en rive gauche à 60 mètres d'altitude, au sud-est du bourg de Villetoureix, en limite de Ribérac et Saint-Méard-de-Drône. Elle arrose le nord de la commune sur plus de 600 mètres, marquant la limite territoriale sur 450 mètres, face à Saint-Pardoux-de-Drône.
Affluent de rive gauche de la Peychay, la Gilardie prend sa source dans l'est du territoire communal qu'elle arrose sur plus de trois kilomètres et demi.
Le sud de la commune est baigné par un affluent et un sous-affluent de la Beauronne.

#### Gestion et qualité des eaux
Le territoire communal est couvert par le schéma d'aménagement et de gestion des eaux (SAGE) « Isle - Dronne ». Ce document de planification, dont le territoire regroupe les bassins versants de l'Isle et de la Dronne, d'une superficie de 7 500 km2, a été approuvé le 2 août 2021. La structure porteuse de l'élaboration et de la mise en œuvre est l'établissement public territorial de bassin de la Dordogne (EPIDOR). Il définit sur son territoire les objectifs généraux d’utilisation, de mise en valeur et de protection quantitative et qualitative des ressources en eau superficielle et souterraine, en respect des objectifs de qualité définis dans le troisième SDAGE  du Bassin Adour-Garonne qui couvre la période 2022-2027, approuvé le 10 mars 2022.
La qualité des eaux de baignade et des cours d’eau peut être consultée sur un site dédié géré par les agences de l’eau et l’Agence française pour la biodiversité.

### Climat
Pour des articles plus généraux, voir Climat de la Nouvelle-Aquitaine et Climat de la Dordogne.
Historiquement, la commune est exposée à un climat océanique aquitain.  
En 2020, Météo-France publie une typologie des climats de la France métropolitaine dans laquelle la commune est exposée à un climat océanique altéré et est dans la région climatique  Aquitaine, Gascogne, caractérisée par une pluviométrie abondante au printemps, modérée en automne, un faible ensoleillement au printemps, un été chaud (19,5 °C), des vents faibles, des brouillards fréquents en automne et en hiver et des orages fréquents en été (15 à 20 jours).
Pour la période 1971-2000, la température annuelle moyenne est de 12,4 °C, avec  une amplitude thermique annuelle de 15,3 °C. Le cumul annuel moyen de précipitations est de 919 mm, avec 12,3 jours de précipitations en janvier et 6,7 jours en juillet. Pour la période 1991-2020, la température moyenne annuelle observée sur la station météorologique la plus proche, située sur la commune de Saint-Martin-de-Ribérac à 4 km à vol d'oiseau, est de 13,5 °C et le cumul annuel moyen de précipitations est de 916,6 mm,. Pour l'avenir, les paramètres climatiques de la commune estimés pour 2050 selon différents scénarios d’émission de gaz à effet de serre sont consultables sur un site dédié publié par Météo-France en novembre 2022.

## Urbanisme

### Typologie
Au 1er janvier 2024, Saint-Sulpice-de-Roumagnac est catégorisée commune rurale à habitat très dispersé, selon la nouvelle grille communale de densité à 7 niveaux définie par l'Insee en 2022.
Elle est située hors unité urbaine. Par ailleurs la commune fait partie de l'aire d'attraction de Ribérac, dont elle est une commune de la couronne,. Cette aire, qui regroupe 24 communes, est catégorisée dans les aires de moins de 50 000 habitants,.

### Occupation des sols
L'occupation des sols de la commune, telle qu'elle ressort de la base de données européenne d’occupation biophysique des sols Corine Land Cover (CLC), est marquée par l'importance des territoires agricoles (64,7 % en 2018), une proportion identique à celle de 1990 (64,7 %). La répartition détaillée en 2018 est la suivante : 
zones agricoles hétérogènes (52,7 %), forêts (35,3 %), terres arables (10,5 %), prairies (1,5 %). L'évolution de l’occupation des sols de la commune et de ses infrastructures peut être observée sur les différentes représentations cartographiques du territoire : la carte de Cassini (XVIIIe siècle), la carte d'état-major (1820-1866) et les cartes ou photos aériennes de l'IGN pour la période actuelle (1950 à aujourd'hui).

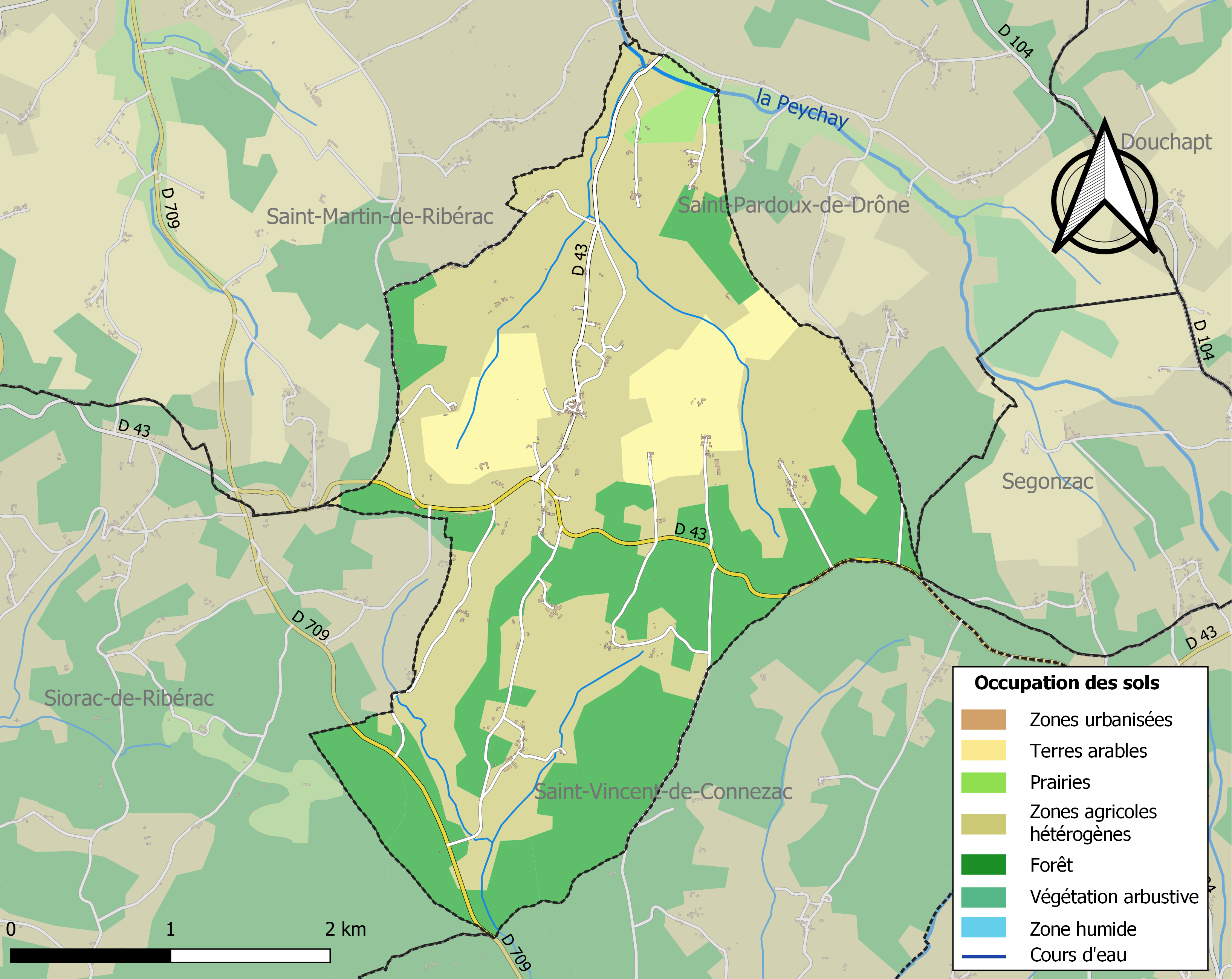
Carte des infrastructures et de l'occupation des sols de la commune en 2018 (CLC).

### Villages, hameaux et lieux-dits
Outre le bourg de Saint-Sulpice-de-Roumagnac proprement dit, la commune se compose d'autres villages ou hameaux, ainsi que de lieux-dits :
- les Boiges
- Bois de Gilardie
- Bry
- les Chapelles
- Chauvignac
- chez Dominique
- la Clergie
- le Cluzeau
- le Drillou
- Eypinal
- la Forêt de Planche
- la Gilardie
- le Grabis
- les Jalagers
- Laborie
- Laborie de Planche
- Lavergne
- les Marteilles
- le Menaud
- Montagut
- le Moulin de la Faye
- le Moulin de Planche
- la Panche
- les Penods
- Planche
- Pontville
- le Puid
- Puythier
- les Quatre Frères
- Rabaudou
- le Reyney
- les Taluffes
- le Tuquet.

### Prévention des risques
Le territoire de la commune de Saint-Sulpice-de-Roumagnac est vulnérable à différents aléas naturels : météorologiques (tempête, orage, neige, grand froid, canicule ou sécheresse), feux de forêts, mouvements de terrains et séisme (sismicité très faible). Un site publié par le BRGM permet d'évaluer simplement et rapidement les risques d'un bien localisé soit par son adresse soit par le numéro de sa parcelle.
Saint-Sulpice-de-Roumagnac est exposée au risque de feu de forêt. L’arrêté préfectoral du 14 mars 2013 fixe les conditions de pratique des incinérations et de brûlage dans un objectif de réduire le risque de départs d’incendie. À ce titre, des périodes sont déterminées : interdiction totale du 15 février au 15 mai et du 15 juin au 15 octobre, utilisation réglementée du 16 mai au 14 juin et du 16 octobre au 14 février. En septembre 2020, un plan inter-départemental de protection des forêts contre les incendies (PidPFCI) a été adopté pour la période 2019-2029,.

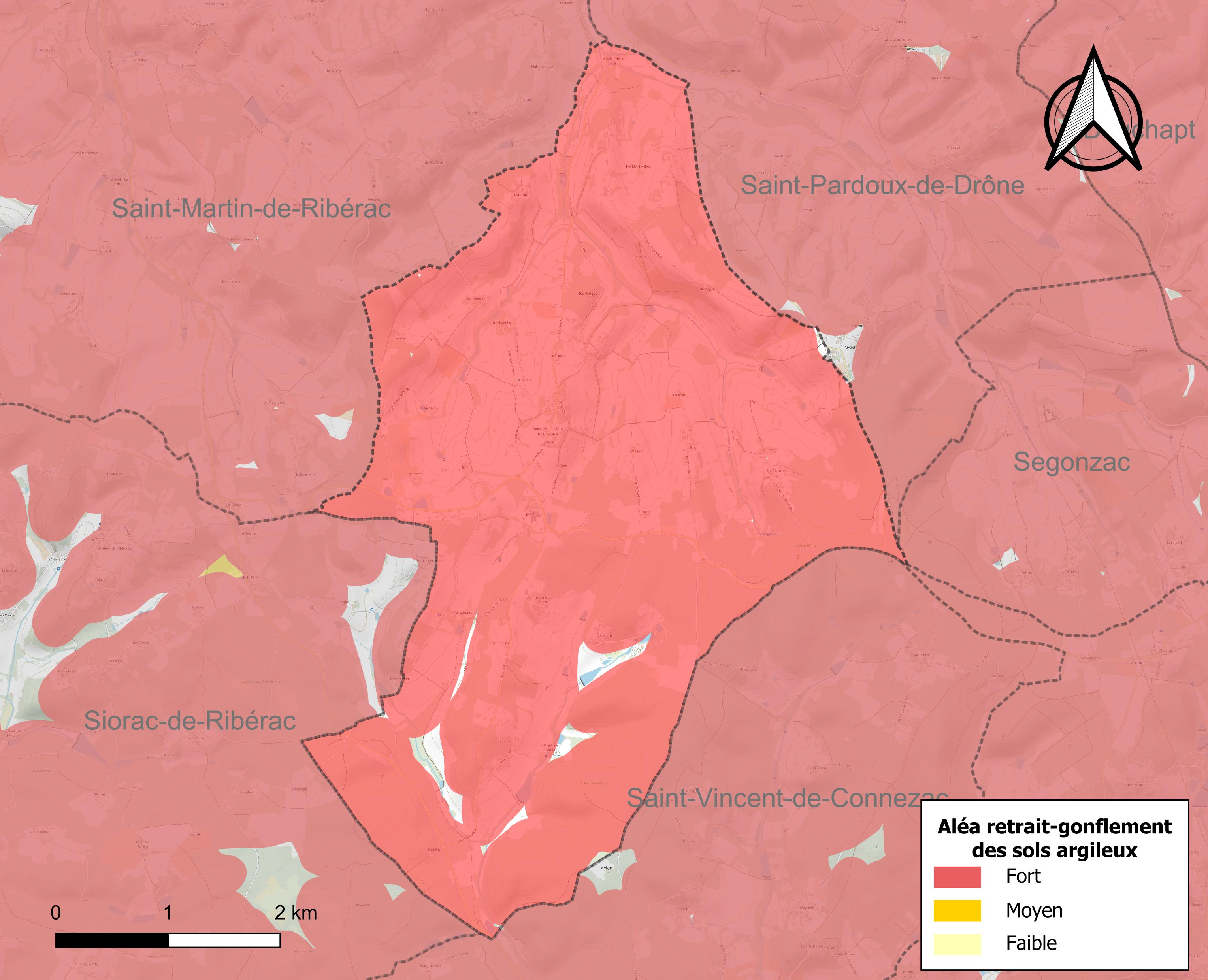
Carte des zones d'aléa retrait-gonflement des sols argileux de Saint-Sulpice-de-Roumagnac.

Les mouvements de terrains susceptibles de se produire sur la commune sont des tassements différentiels. Le retrait-gonflement des sols argileux est susceptible d'engendrer des dommages importants aux bâtiments en cas d’alternance de périodes de sécheresse et de pluie. 98,3 % de la superficie communale est en aléa moyen ou fort (58,6 % au niveau départemental et 48,5 % au niveau national métropolitain). Depuis le 1er octobre 2020, en application de la loi ÉLAN, différentes contraintes s'imposent aux vendeurs, maîtres d'ouvrages ou constructeurs de biens situés dans une zone classée en aléa moyen ou fort,.
La commune a été reconnue en état de catastrophe naturelle au titre des dommages causés par les inondations et coulées de boue survenues en 1982, 1983 et 1999, par la sécheresse en 1989, 1992, 1997, 2003 et 2011 et par des mouvements de terrain en 1999.

## Toponymie
Le nom de la commune fait référence à saint Sulpice, évêque de Bourges au VIIe siècle. La deuxième partie du nom correspond au nom d'un personnage gallo-roman, Romanius, auquel a été ajouté le suffixe -acum, désignant le « domaine de Romanius ».
En occitan, la commune porte le nom de Sent Suplesís de Romanhac ou Sent Suplesi de Romanhac.

## Histoire
La première mention écrite connue du lieu remonte au début du XIIIe siècle, sous la forme Sanctus Suplis, avant de voir apparaître Sanctus Sulpitius au siècle suivant.
Sur la carte de Cassini représentant la France entre 1756 et 1789, le village est identifié sous le nom de St Sulpice de Romagnac.
Le 26 juin 1944, les Allemands de la Division Brehmer lancent une vaste opération contre les maquisards dans la forêt de la Double entre Montpon-sur-l'Isle, Mussidan et Ribérac. Un détachement s'installe vers 17h30 à Saint-Sulpice-de-Roumagnac où sont fusillées cinq personnes.

## Politique et administration

### Rattachements administratifs et électoraux
Dès 1790, la commune de Saint-Sulpice-de-Roumagnac a été rattachée au canton de Saint Vincent qui dépendait du district de Ribérac jusqu'en 1795, date de suppression des districts. Lorsque ce canton est supprimé par la loi du 8 pluviôse an IX (28 janvier 1801)  portant sur la « réduction du nombre de justices de paix », la commune est rattachée au canton de Ribérac dépendant de l'arrondissement de Ribérac jusqu'en 1926 puis de l'arrondissement de Périgueux.
Dans le cadre de la réforme de 2014 définie par le décret du 21 février 2014, la commune reste rattachée à ce canton qui s'élargit, passant de 13 à 35 communes lors des élections départementales de mars 2015.

### Intercommunalité
En 1993, Saint-Sulpice-de-Roumagnac intègre dès sa création la communauté de communes des Hauts de Dronne. Celle-ci est dissoute au 31 décembre 2013 et remplacée au 1er janvier 2014 par la communauté de communes du Pays Ribéracois, renommée en 2019 communauté de communes du Périgord Ribéracois.

### Administration municipale
La population de la commune étant comprise entre 100 et 499 habitants au recensement de 2017, onze conseillers municipaux ont été élus en 2020,.

### Liste des maires
| Période                                  | Période   | Identité         | Étiquette | Qualité                 |
| ---------------------------------------- | --------- | ---------------- | --------- | ----------------------- |
| Les données manquantes sont à compléter. |           |                  |           |                         |
|                                          |           |                  |           |                         |
| 1971                                     | mars 2001 | Marcel Janaillac |           | Assureur                |
| mars 2001                                | mars 2008 | Jean-Paul Rosely |           |                         |
| mars 2008 (réélu en mai 2020)            | En cours  | Philippe Dubourg | SE        | Fonctionnaire de police |

## Équipements et services publics

### Justice
En 2023, dans le domaine judiciaire, Saint-Sulpice-de-Roumagnac relève : 
- du tribunal judiciaire, du tribunal pour enfants, du conseil de prud'hommes et du tribunal de commerce de Périgueux ;
- du pôle Nationalité du tribunal judiciaire de Périgueux (compétent uniquement dans le domaine de la nationalité) ;
- de la cour d'appel, du tribunal administratif et de la  cour administrative d'appel de Bordeaux.

## Population et société

### Démographie
Les habitants de la commune se nomment les Romagnosulpiciens.
L'évolution du nombre d'habitants est connue à travers les recensements de la population effectués dans la commune depuis 1793. Pour les communes de moins de 10 000 habitants, une enquête de recensement portant sur toute la population est réalisée tous les cinq ans, les populations de référence des années intermédiaires étant quant à elles estimées par interpolation ou extrapolation. Pour la commune, le premier recensement exhaustif entrant dans le cadre du nouveau dispositif a été réalisé en 2008.

En 2022, la commune comptait 283 habitants, en évolution de +3,28 % par rapport à 2016 (Dordogne : +0,37 %, France hors Mayotte : +2,11 %).
| 1793 | 1800 | 1806 | 1821 | 1831 | 1836 | 1841 | 1846 | 1851 |
| ---- | ---- | ---- | ---- | ---- | ---- | ---- | ---- | ---- |
| 672  | 647  | 630  | 657  | 693  | 669  | 670  | 716  | 718  |

| 1856 | 1861 | 1866 | 1872 | 1876 | 1881 | 1886 | 1891 | 1896 |
| ---- | ---- | ---- | ---- | ---- | ---- | ---- | ---- | ---- |
| 760  | 672  | 656  | 625  | 625  | 599  | 575  | 587  | 492  |

| 1901 | 1906 | 1911 | 1921 | 1926 | 1931 | 1936 | 1946 | 1954 |
| ---- | ---- | ---- | ---- | ---- | ---- | ---- | ---- | ---- |
| 511  | 451  | 455  | 411  | 432  | 415  | 406  | 397  | 335  |

| 1962 | 1968 | 1975 | 1982 | 1990 | 1999 | 2006 | 2008 | 2013 |
| ---- | ---- | ---- | ---- | ---- | ---- | ---- | ---- | ---- |
| 301  | 305  | 238  | 242  | 232  | 226  | 217  | 214  | 251  |

| 2018 | 2022 | - | - | - | - | - | - | - |
| ---- | ---- | - | - | - | - | - | - | - |
| 283  | 283  | - | - | - | - | - | - | - |

## Économie

### Emploi
En 2015, parmi la population communale comprise entre 15 et 64 ans, les actifs représentent 116 personnes, soit 43,0 % de la population municipale. Le nombre de chômeurs (douze) a augmenté par rapport à 2010 (cinq) et le taux de chômage de cette population active s'établit à 10,2 %.

### Établissements
Au 31 décembre 2015, la commune compte trente-deux établissements, dont seize au niveau des commerces, transports ou services, huit dans l'agriculture, la sylviculture ou la pêche, cinq dans la construction, deux relatifs au secteur administratif, à l'enseignement, à la santé ou à l'action sociale, et un dans l'industrie.

## Culture et patrimoine

### Lieux et monuments
- Chartreuse de Chauvignac, du début du XVIIIe siècle[61]
- Château de Saint-Sulpice (ou manoir de Saint-Sulpice[62]), XVe ou XVIe siècle, transformé en maison d'habitation[63].
- Château du Puid[64], datant de 1720-1730[65].
- Église Saint-Sulpice du XIIIe siècle[66]. Elle recèle un tabernacle du XVIIIe siècle en bois sculpté, classé au titre des monuments historiques[67].

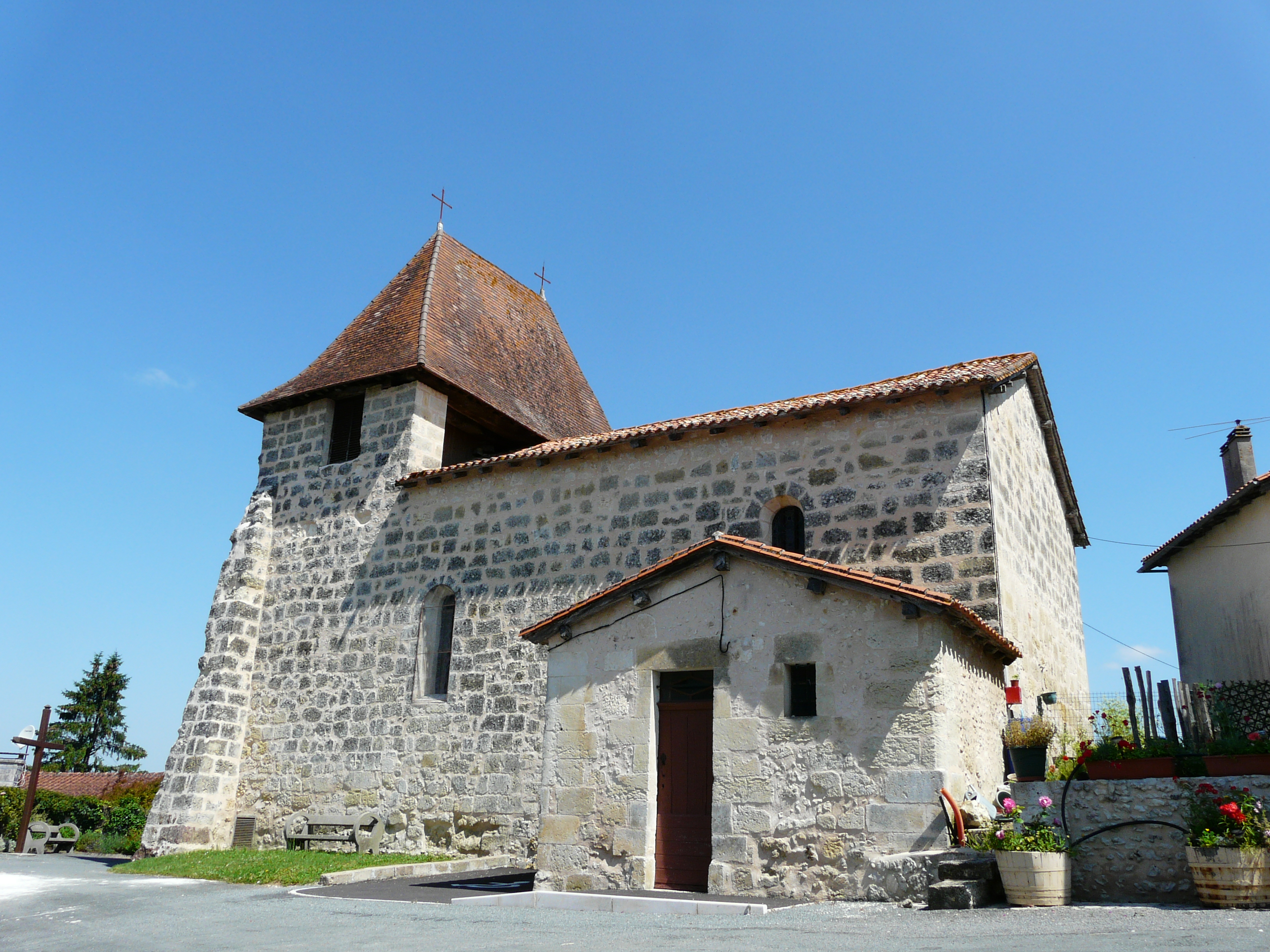
L'église Saint-Sulpice.
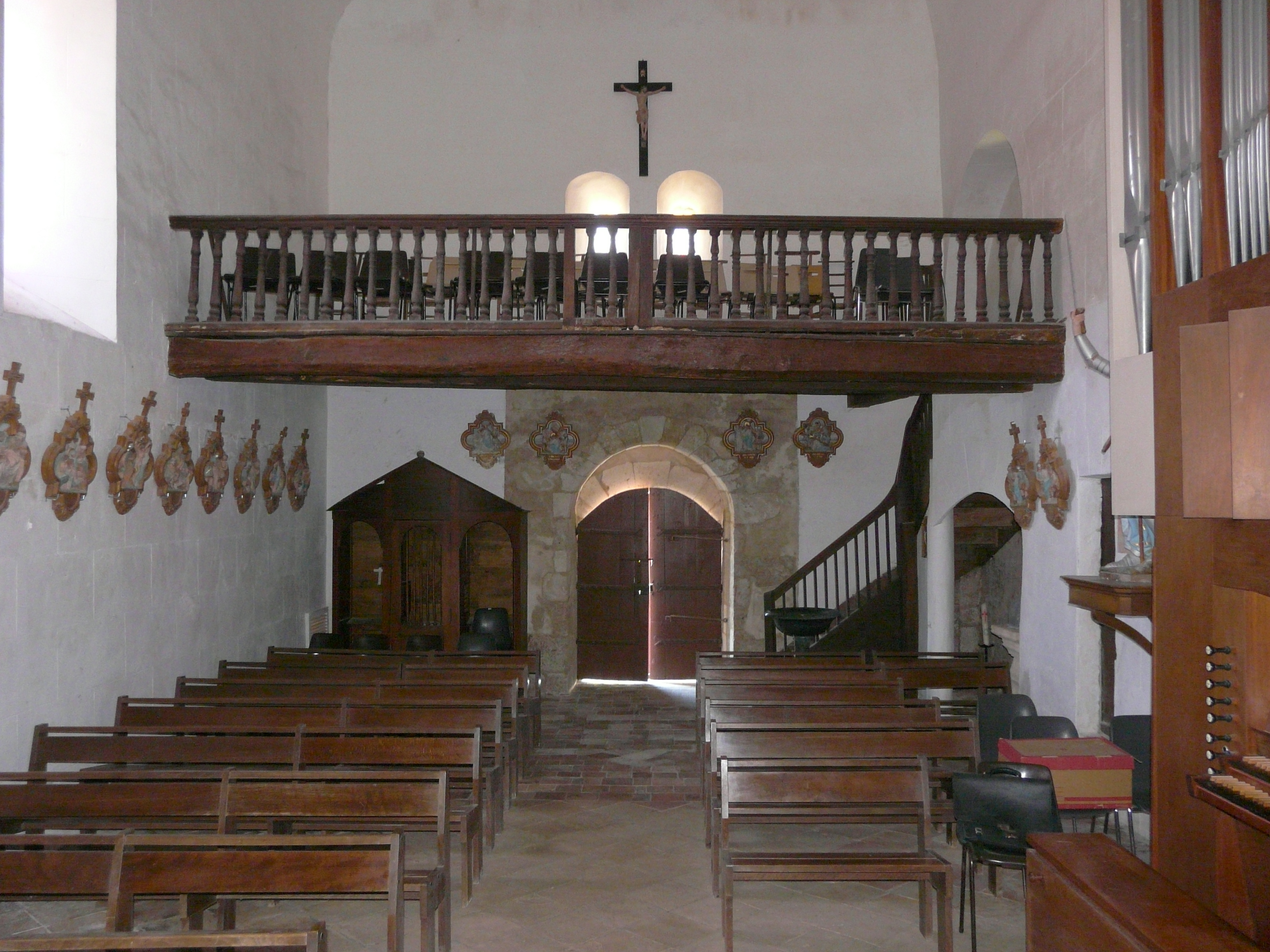
La nef.
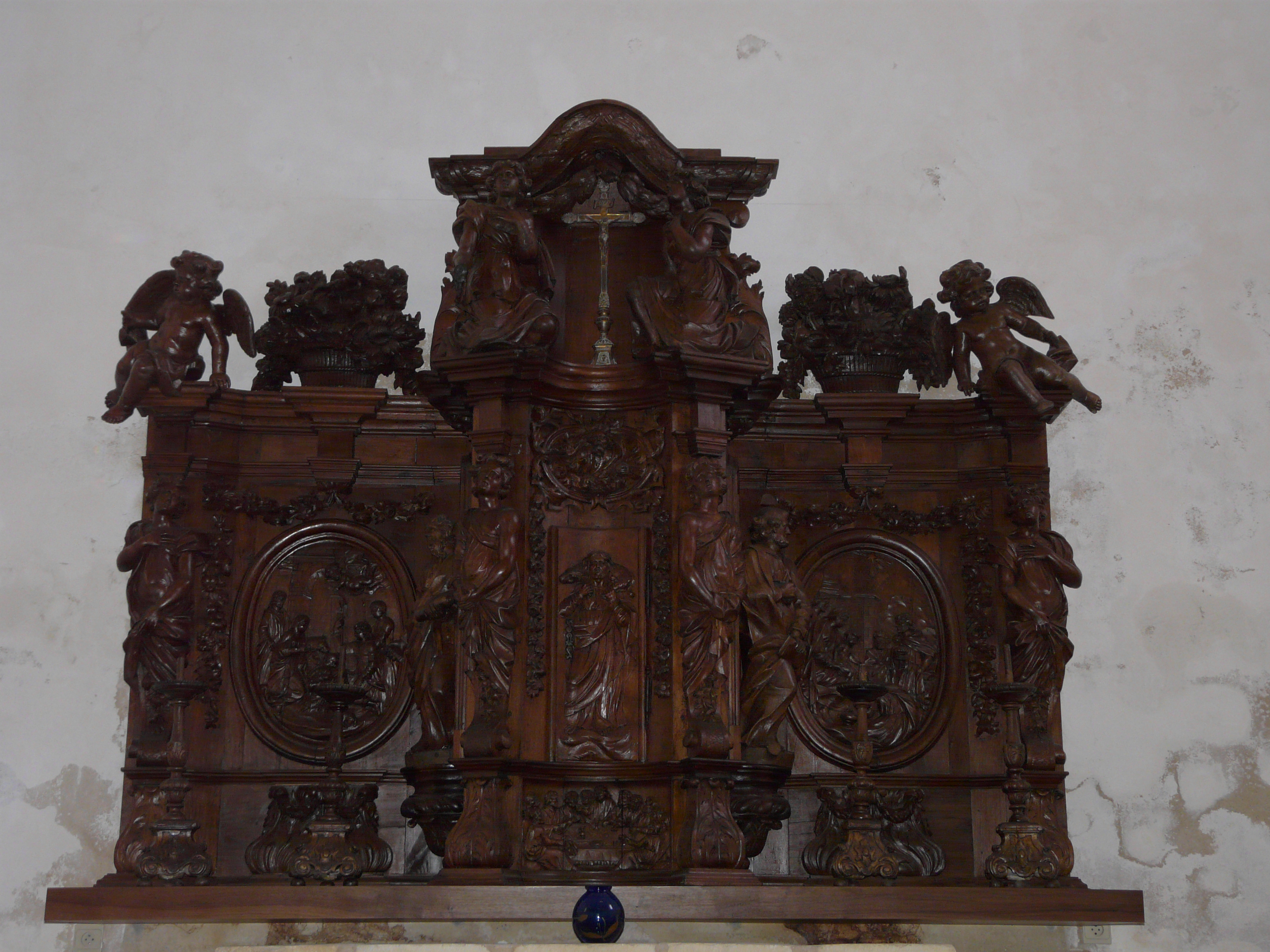
Le tabernacle du XVIIIe siècle.

### Patrimoine naturel
Au sud de la commune, les vallées des affluents et sous-affluents de la Beauronne font partie des vallées de la Double, considérées comme site important par le réseau Natura 2000 pour la conservation d'espèces animales européennes menacées. On peut y trouver notamment la cistude d'Europe (Emis orbicularis), l'écrevisse à pattes blanches (Austropotamobius pallipes), la loutre (Lutra lutra), le vison d'Europe (Mustela lutreola), le chabot commun (Cottus gobio) ou encore la lamproie de Planer (Lampetra planeri).

### Personnalités liées à la commune
- Jean-Marc Janaillac (1953-), chef d'entreprise, né à Saint-Sulpice-de-Roumagnac.

### Héraldique
| Blason de Saint-Sulpice-de-Roumagnac | Blason  | D’azur au château de Chérazac, essoré de gueules, ouvert de sable, accompagné de trois fleurs de lys aussi d’argent |
| Blason de Saint-Sulpice-de-Roumagnac | Détails | Le statut officiel du blason reste à déterminer.                                                                    |

## Pour approfondir